# Christiaan Glasz

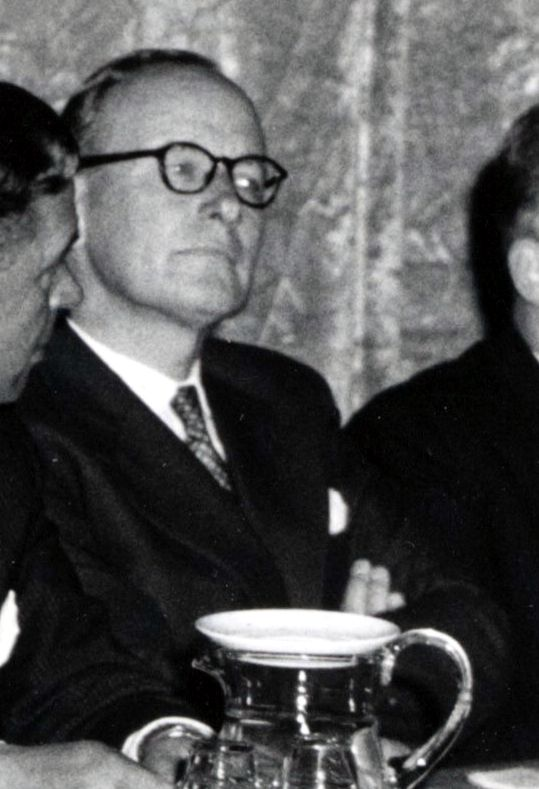
Glasz (1957)

Christiaan Glasz (Alkmaar, 29 maart 1904 – Aerdenhout, 23 maart 1996) was een Nederlands hoogleraar en rector van de Nederlandse Economische Hogeschool. 

## Opleiding en loopbaan
Hij was een zoon van Pieter Jacob Glasz, doopsgezind predikant, en Johanna Hermina Knapper. Glasz legde in 1937 het doctoraal examen af aan de Nederlandsche Handels-Hoogeschool te Rotterdam, later herdoopt tot Nederlandsche Economische Hoogeschool (N.E.H.), die weer later deel ging uitmaken van de Erasmus Universiteit Rotterdam. 
Hij werd in 1938 adviseur van de Hollandsche Societeit van Levensverzekeringen en in 1945 gewoon hoogleraar in het Geld-, crediet- en bankwezen aan de N.E.H. als opvolger van Piet Lieftinck die tot minister van Financiën was benoemd. Glasz had trouwens enige tijd in zijn staf twee toekomstige ministers van Financiën, Johan Witteveen en Jelle Zijlstra.
In 1967 beëindigde hij zijn werk aan de N.E.H.; hij was inmiddels benoemd tot gewoon hoogleraar in de Leer van de openbare financiën aan de Rijksuniversiteit Leiden. In 1974 ging hij daar met emeritaat.
Zijn belangstelling ging in het bijzonder uit naar de omvang en samenstelling der nationale besparingen en naar het geleidelijk verdwijnen van het rentier aspect of capitalism (Keynes), de omstandigheid dat de besparingen van de particuliere belegger, die in de 19e eeuw het voornaamste aanbod vormden op de kapitaalmarkt, na de Tweede Wereldoorlog aan relatieve betekenis inboetten ten gunste van de besparingen van ondernemingen, institutionele beleggers en de overheid.
Glasz was rector magnificus van de N.E.H. in de jaren 1949/50 en 1957/58 en daarnaast van 1948 tot 1963 een van de directeuren van het Nederlands Economisch Instituut. Hij was commissaris bij enkele financiële instellingen en van 1958 tot 1972 koninklijk commissaris bij De Nederlandsche Bank en voorzitter van de Bankraad.
Onder Glasz' promovendi bevonden zich twee toekomstige hoogleraren, Folkert de Roos (Vrije Universiteit Amsterdam) en Hans Bosman (Tilburg) en een toekomstige bestuursvoorzitter van de Algemene Bank Nederland, André Batenburg.

## Publicaties
Een selectie uit de publicaties van Glasz:
- Hypotheekbanken en woningmarkt in Nederland, 1935.
- Tien jaar ontwikkeling van de vermogensstructuur, 1955 (In: Tien jaar economisch leven in Nederland – Herstelbank 1945-1955).
- Nieuwe vermogensverhoudingen, 1957 (Rectorale rede Rotterdam).
- Groeizaam financieel beleid, 1966 (Intreerede Leiden).
- Geld en maatschappij – inleiding tot de financiële organisatie van de volkshuishouding, 1968 (Co-auteur dr. G. J. M. Vlak).